# Ronaldo Souza
Ronaldo Souza dos Santos, mer känd som Jacaré Souza, född 7 december 1979 i Vila Velha,  är en brasiliansk MMA-utövare som sedan 2013 tävlar i organisationen Ultimate Fighting Championship. Souza tävlade tidigare i Strikeforce där han 2010–2011 var organisationens mästare i mellanvikt. Den 16 November 2019 gick han upp en viktklass och debuterade  i lätt tungvikt mot Jan Błachowicz.